# Sjølund
Sjølund – miasto w Danii, w regionie Dania Południowa, w gminie Kolding.